# 1891 en architecture
| Années de l'architecture : 1888 - 1889 - 1890 - 1891 - 1892 - 1893 - 1894    |
| Décennies de l'architecture : 1860 - 1870 - 1880 - 1890 - 1900 - 1910 - 1920 |

Cet article présente les faits marquants de l'année 1891 en architecture.

## Réalisations
- Construction du Monadnock Building à Chicago par Louis Sullivan et John Wellborn Root. Il devint la plus grande structure en maçonnerie du monde.
- Construction du Wainwright Building, l'un des premiers gratte-ciel, à Saint Louis par Dankmar Adler et Louis Sullivan.
- Construction de la Galleria Umberto I à Naples.

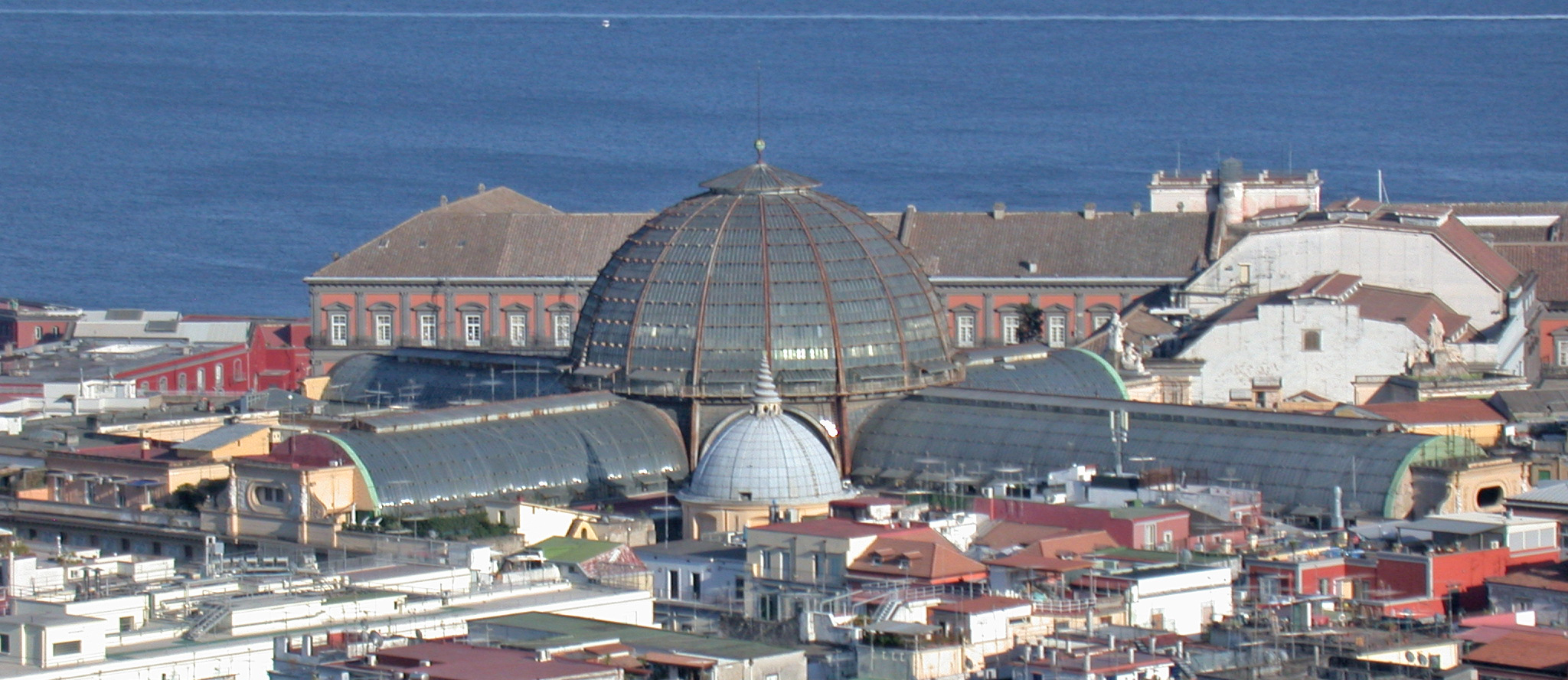
Galleria Umberto I.

## Événements
- x

## Récompenses
- Royal Gold Medal : Arthur Blomfield.
- Prix de Rome : Henri Eustache.

## Naissances
- 28 avril : Boris Iofane († 11 mars 1976).
- 21 juin : Pier Luigi Nervi († 9 janvier 1979).
- 16 août : Marcel Lods († 9 septembre 1978).
- Pol Abraham († 1966).

## Décès
- 11 janvier : Baron Haussmann (° 27 mars 1809).
- 15 janvier : John Wellborn Root (° 10 janvier 1850).